# Lac Tafone
 (mars 2025).
Le lac Tafone (en italien : Lago del Tafone, est un bassin lacustre situé entre les collines de l'Albegna et de la Fiora et la Maremme, dans la partie sud-est de la commune de Manciano, en aval de la Rocca di Montauto, non loin de la frontière régionale avec le Latium.

## Description
Le lac est d'origine minier, ayant été formé à la suite des différentes phases de traitement réalisées dans une mine d'antimoine voisine située dans la même localité de Tafone ; depuis 1996, il est partiellement inclus dans la zone protégée de la réserve naturelle de Montauto.
Le lac est entièrement entouré d'une végétation spontanée, dont la majeure partie remonte au maquis méditerranéen typique qui distingue également les coteaux qui s'élèvent à proximité. Dans les zones arrière, poussent des spécimens de chêne turc, de chêne pubescent, de peuplier et de frêne, grâce à l'interaction de plusieurs facteurs microclimatiques et phytoclimatiques.
Parmi la faune, il convient de mentionner la présence du héron cendré, du balbuzard pêcheur, du busard Saint-Martin, de l'épervier d'Europe et même de rapaces nocturnes comme le chevêche d'Athéna et la chouette effraie.